# Funerale di John Fitzgerald Kennedy

La Guardia d'onore si prepara a ripiegare la Bandiera degli Stati Uniti d'America sul feretro di John F. Kennedy nel Cimitero nazionale di Arlington, il 25 novembre 1963

Il funerale di John Fitzgerald Kennedy, assassinato a Dallas il 22 novembre 1963, fu un funerale di Stato celebrato nella cattedrale di St. Matthew a Washington lunedì 25 novembre.
Il feretro del Presidente, dopo essere stato disposto nella stanza orientale della Casa Bianca per 24 ore, fu trainato a cavallo al Campidoglio di Washington. Durante il giorno e tutta la notte, centinaia di migliaia di persone gli resero omaggio.
Dopo la celebrazione funebre, il Presidente fu seppellito al Cimitero Nazionale di Arlington in Virginia.

## I preparativi
Intorno alle 6 p.m. EST del 22 novembre, l'Air Force One atterrò alla base aerea Andrews, vicino a Washington.

La bara del presidente JFK fu caricata su un'ambulanza militare e portata al Bethesda Naval Hospital per l'autopsia.
Nel frattempo fervevano i preparativi per il funerale di Stato tra gli ufficiali del Distretto militare di Washington e il cognato di Kennedy, Sargent Shriver. Fu il Maggior Generale d'armata Philip C. Whele che si occupò per la maggior parte dell'organizzazione del funerale. Sabato 23 novembre, il nuovo presidente Lyndon B. Johnson fissò, con il Proclama Presidenziale 3561, la giornata di lutto nazionale per il 25 novembre, solo gli addetti ai servizi d'emergenza avrebbero dovuto essere sul posto di lavoro.

## Riposo alla Casa Bianca
Il corpo di Kennedy ritornò alla Casa Bianca intorno alle 4.30 am. del sabato, accolto da un picchetto d'onore.
Fu "messo a riposo" nella stanza orientale per 24 ore.
Jacqueline Kennedy, che indossava ancora il vestito rosa che portava a Dallas, si era fino ad allora rifiutata di abbandonare il corpo del marito. Chiamò due preti della Catholic University of America, mons. Robert Paul Mohan e fr. Gilbert Hartke che raggiunsero immediatamente Washington per vegliare JFK fino al suo funerale.
Solo allora Jacqueline, dopo aver consultato il personale in merito alle disposizioni funebri, si ritirò nel suo appartamento.
Una messa fu celebrata alle 10.30, dopo la quale amici, altri membri della famiglia e funzionari di governo, porsero le proprie condoglianze.
Furono date indicazioni precise ai membri della famiglia, agli alti funzionari dell'esecutivo, alla corte suprema, ai membri del congresso e agli appartenenti al corpo diplomatico per rendere omaggio al defunto Presidente JFK, che riposava dove, circa un secolo prima, riposava Abramo Lincoln.
Un picchetto d'onore vigilava la bara posta sul catafalco (detto "Lincoln catafalque"), usato precedentemente nel 1958 per i funerali del milite ignoto della guerra di Corea e della seconda guerra mondiale.

## Riposo di Stato
La domenica, l'esequie di JFK poste sul carro trainato da cavalli, che aveva già trasportato Franklin D.Roosevelt e il milite ignoto, percorse la Pennsylvania Avenue per giungere al Campidoglio, tra file di soldati con le bandiere dei 50 Stati dell'Unione. I soli rumori nell'aria erano i battiti dei tamburi desonorizzati e lo scalpitio degli zoccoli dei cavalli.
Circa 300.000 persone osservarono la vedova che, tenendo per mano i suoi due bambini, conduceva il lungo corteo di persone addolorate.
Nella sala rotonda del Campidoglio, Jacqueline e la figlia Caroline si inginocchiarono a fianco del catafalco sul quale c'era la bara del marito. Brevi elogi furono fatti dal Capo del Senato Mike Mansfield del Montana, dal giudice Earl Warren e dal presidente della Camera McCormack.
Durante le 18 ore di apertura al pubblico, si riversarono compostamente circa 250.000 persone, che attesero anche 10 ore, in strette file da 10, pur di accedere alla camera mortuaria a rendere omaggio.
Molta gente piangeva alla vista della bara e i poliziotti continuamente facevano muovere le due file verso l'uscita sul lato ovest, di fronte al centro commerciale. La camera avrebbe dovuto chiudersi alle 9.00 pm, ma per la lunga fila di persone, la chiusura fu posticipata al mattino successivo.
Intanto dignitari stranieri, capi di Stato e famiglie reali, iniziarono ad arrivare a Washington per partecipare al funerale del lunedì. Il segretario di Stato Dean Rusk e il personale del dipartimento di Stato si recarono all'aeroporto di Washington ad attendere le personalità. Nella giornata di domenica arrivarono, tra gli altri, il presidente francese Charles de Gaulle, il Duca di Edimburgo a rappresentare la Regina Elisabetta II, il primo ministro inglese Alec Douglas-Home, il presidente irlandese Éamon de Valera e l'imperatore d'Etiopia Hailé Selassié.
Per l'Italia erano presenti: Cesare Merzagora (Presidente del Senato), Attilio Piccioni (Ministro degli Esteri), Piero Vinci (Capo di gabinetto del Ministero degli Esteri), Guerino Roberti (Assistente capo del protocollo) e Emiliano Scotti (Consulente militare del Presidente).
Molti capi di Stato e Governi si fecero accompagnare dai loro rappresentanti, per esempio Lübke fu accompagnato dal cancelliere Ludwig Erhard, dal ministro Gerhard Schröder, dal Ministro della difesa Kai-Uwe von Hassel e dal sindaco di Berlino Ovest Willy Brandt. De Valera fu accompagnato dal Ministro degli affari esteri Frank Aiken e da suo figlio Vivian de Valera. La regina di Grecia Frederika of Hanover, il re Baldovino del Belgio e il Principe Bertil di Svezia erano tra le famiglie reali presenti. L'Unione Sovietica fu la sola nazione comunista a inviare un rappresentante, il primo ministro Anastas Mikoyan. Non c'erano delegazioni dalla Cina, con la quale gli U.S. non mantenevamo legami diplomatici, o Cuba, il cui leader Fidel Castro, aveva accusato più volte JFK di essere "vicino alla guerra nucleare".

## Lo svolgimento
Le autorità militari s'incontrarono alla Casa Bianca, al quartier generale del MDW e al cimitero nazionale di Arlington. Le visite ufficiali alle esequie del Presidente furono previste per le 9.00 EST (14.00 UTC). Diversamente dalla processione del giorno precedente, fu previsto una maggior partecipazione di unità militari, così come chiedeva Jacqueline, con due gruppi stranieri: la scozzese "The Black Watch" e un gruppo di 24 cadetti irlandesi.
Alle 8.25 la Sala Rotonda fu chiusa al pubblico e oltre 10000 persone non poterono rendere omaggio al presidente. All'incirca un milione di persone allineate lungo la strada, accompagnarono JFK dal Campidoglio alla cattedrale di St. Matthew e poi al cimitero di Arlington. Milioni di persone seguirono la processione funebre alla televisione.
La processione iniziò alle 11.00 EST (16.00 UTC), quando il feretro fu posto nuovamente sul carro, per dirigersi alla Casa Bianca. Musiche funebri (come "Hail to the Chief") accompagnarono il corteo. La processione proseguì per la cattedrale, condotta dalla vedova e dai due fratelli di Kennedy, l'avvocato Robert e il senatore Edward. I figli erano sulla limousine subito dietro. Il resto della famiglia Kennedy, a parte il padre Joseph P. Kennedy che era malato, aspettarono in cattedrale.
Non si contava una tale presenza di presidenti, primi ministri e sangue reale a un funerale di Stato se non a quello del re britannico Edoardo VII del Regno Unito del 1910. In totale, 220 personalità straniere di 92 paesi che includevano 19 capi di Stato e Governo, membri di famiglie reali, inclusa l'Unione Sovietica.
Le personalità passarono per lo più inosservate dietro la figura della vedova Jacqueline e i suoi figli nella processione in Connecticut Avenue. Le misure di sicurezza prese furono imponenti. La NBC trasmise la processione dalla Casa Bianca alla cattedrale via satellite in 23 paesi, incluso Giappone e Unione Sovietica; il segnale però non permise di trasmettere la celebrazione dall'interno della cattedrale.
Jacqueline indossava un lungo velo nero, tenendo per mano i suoi due figli, John Jr. (che celebrò i suoi tre anni il giorno del funerale) a sinistra e Caroline a destra.
Circa 1200 persone attesero nella cattedrale. L'arcivescovo di Boston, cardinale Richard James Cushing, celebrò la solenne Messa di Requiem. Il cardinale era uno stretto amico di famiglia che aveva già sposato il senatore Kennedy e Jacqueline Bouvier nel 1953, aveva battezzato i due figli e aveva celebrato il funerale del loro bambino Patrick Bouvier Kennedy.
L'elogio funebre del vescovo ausiliare di Washington Philip M. Hannan fu di brani tratti da discorsi e scritti dello stesso Kennedy che riprendevano la Bibbia, come questo passo dal Libro dei Proverbi: "i Vostri uomini anziani sogneranno sogni, i vostri giovani avranno visioni; e dove non c'è visione il popolo perisce." Il vescovo Hannan concluse l'omelia leggendo l'intero Discorso Inaugurale. Com'era accaduto 10 anni prima per il matrimonio, Luigi Vena cantò, come aveva richiesto Jacqueline, l'Ave Maria.
La bara fu posta nuovamente sul carro per giungere al cimitero di Arlington e in quei momenti Jacqueline bisbigliò qualcosa al giovane figlio John Jr., che salutò militarmente il feretro di suo padre. Quest'immagine fu catturata dai fotografi e a lungo ricordata.

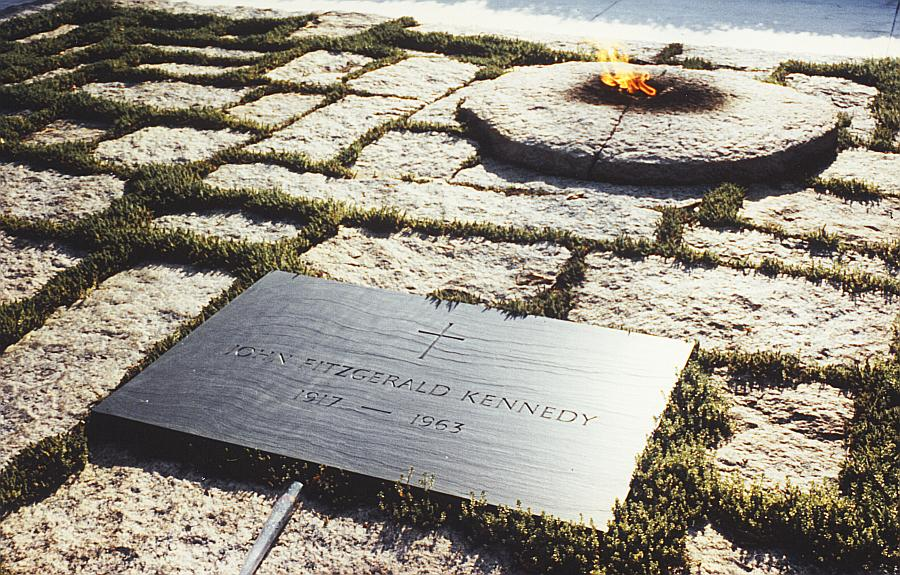
La tomba di JFK nel cimitero di Arlington

Una lunga fila di limousine nere passarono il Lincoln Memoriale e attraversarono il fiume Potomac. Alle 3.34 p.m. EST la bara di mogano che conteneva i resti di Kennedy fu posata nella terra. Jacqueline illuminò una fiamma eterna che brucia continuamente sulla tomba. Kennedy fu il secondo presidente sepolto ad Arlington dopo William Howard Taft.